# De Woild's Champeen
Pour plus de détails, voir Fiche technique et Distribution.
De Woild's Champeen est un court métrage américain réalisé par Frank R. Strayer, sorti en 1930.

## Fiche technique
- Titre original : De Woild's Champeen
- Réalisation : Frank R. Strayer
- Scénario : Scott Darling
- Son : Buddy Myers
- Production : Sigmund Neufeld
- Société de production : Tiffany Productions
- Société de distribution : Tiffany Productions
- Pays d'origine :  États-Unis
- Langue originale : anglais
- Format : Noir et blanc  — 35 mm — 1,20:1 — son mono
- Genre : Comédie
- Durée : 21 minutes
- Dates de sortie : États-Unis : décembre 1930

## Distribution
- Paul Hurst : le challenger
- Nita Martan
- Don Terry : le champion du monde